# Státní okresní archiv Praha-venkov
Státní okresní archiv Praha-venkov se sídlem v Dobřichovicích,  zkráceně SOkA Praha-venkov, je jedním z jedenácti okresních archivů spadajících do působnosti Státního oblastního archivu v Praze. Sídlí na adrese Pražská 728, 252 29 Dobřichovice. Archiv vznikl v roce 2022 sloučením Státního okresního archivu Praha-východ se sídlem v Přemyšlení a Státního okresního archivu Praha-západ se sídlem v Dobřichovicích. Na území své působnosti zajišťuje výběr archiválií ve skartačním i mimo skartačním řízení, provádí evidenci, ochranu a zpřístupňování archiválií.

## Archivní fondy
Ve Státním okresním archivu Praha-venkov jsou uloženy archiválie z činnosti institucí a osob působících na území bývalého okresu Praha-západ a Praha-východ. Jsou to především:
- fondy politické správy, zejména okresní politické správy po roce 1850 (okresní úřady, okresní správní komise, okresní zastupitelstva apod.)
- fondy finanční správy, zejména okresní finanční správy po roce 1850 (např. finanční, berní a celní úřady)
- fondy samosprávy obecní (archivy měst a obcí, např. Brandýsa nad Labem, Čelákovic, Říčan, Jílového u Prahy) a zájmové (kupř. cechy, živnostenská společenstva)
- fondy národních výborů (okresní, městské a místní národní výbory) a jejich zařízení (např. okresní zemědělská správa, hasičské záchranné sbory, okresní bytové podniky, restaurace a jídelny a drobné provozovny národních výborů)
- fondy okresních četnických velitelství a četnických stanic
- fondy justiční správy (okresní soudy, okresní prokuratury, notářství)
- fondy škol a školské správy (nejrůznější druhy škol, okresní, újezdní a místní školní rady, SRPŠ)
- fondy peněžních ústavů (např. kampeličky, záložny, spořitelny)
- fondy zdravotních a sociálních zařízení (okresní chorobince, okresní péče o mládež, dětské domovy, výchovné ústavy)
- fondy politických a odborových organizací (Okresní výbory Komunistické strany Československa, ROH, okresní a místní akční výbory Národní fronty aj.)
- fondy družstevních organizací (např. JZD, spotřební družstva)
- fondy dalších organizací a spolků (Sokola, dělnické tělovýchovné jednoty, Československého svazu tělesné výchovy), sbory dobrovolných hasičů, nejrůznější spolky kulturní a osvětové (místní osvětové rady, čtenářské besedy, ochotnické, pěvecké, okrašlovací spolky), učitelské, vzdělávací a dobročinné (spolky občanské jednoty, dělnické besedy, krejcarové a haléřové spolky), náboženské, spolky hospodářské (řemeslnické jednoty, honební, včelařské aj.), spořitelní, vojenské (Československá obec legionářská, Český svaz bojovníků za svobodu) a společenské organizace po r. 1948 (místní organizace Československého červeného kříže aj.)
- fondy kulturních a vědeckých zařízení (např. knihovny, domy dětí a mládeže)
- fondy církevních institucí (především farní úřady, děkanství, vikariátní úřady)
- fondy osobní nebo rodinné (např. pozůstalost Jana Bartáka, poslance Českého sněmu, archiv rodiny Brandisů, fond malířky Zdenky Braunerové (dívčí deníky z let 1873-1878 a cestovní deník z roku 1883), fond Leopolda Čiháka (1832-1915), starosty a zakladatele městského muzea v Jílovém u Prahy, Antonína Hřebíka, poslance Národního shromáždění a činovníka Sokola, Viktora Šulce, českého divadelního režiséra, aj.)
- fondy průmyslových závodů a výrobních družstev (např. Podolská cementárna v Praze, Prastav, Spojené pražské továrny na staviva, a. s., Radotínské cementárny a vápenice, Ing. V. Fischer a spol., Libčice nad Vltavou, Bratři Fischerové a spol., Libčice nad Vltavou, Kovodělné akciové závody Stabenow Čelákovice)
- fond Sčítání obyvatelstva z roku 1921[2]

Sousedství a proměny hranice mezi okresy Praha-východ a Praha-západ na jedné straně a hlavním městem Prahou na straně druhé jsou příčinou toho, že v archivu je uložena řada archiválií, které se vztahují k obcím, které jsou dnes součástí Prahy.
Z bývalého okresu Praha-západ jde o tyto obce: Háje, Holyně, Cholupice, Chodov, Komořany, Kunratice, Lahovice, Libuš, Lipence, Lochkov, Lysolaje, Modřany, Nebušice, Písnice, Přední Kopanina, Radotín, Ruzyně, Řeporyje, Řepy, Slivenec, Sobín, Stodůlky, Suchdol, Šeberov, Točná, Třebonice, Újezd u Průhonic, Velká Chuchle, Zadní Kopanina, Zbraslav, Zličín.
Z bývalého okresu Praha-východ jsou to obce: Benice, Běchovice, Březiněves, Čakovice, Dolní Chabry, Dolní Měcholupy, Dubeč, Ďáblice, Hájek, Horní Měcholupy, Horní Počernice, Chvaly, Kbely, Klánovice, Koloděje, Kolovraty, Královice, Křeslice, Kyje, Letňany, Nedvězí, Petrovice, Pitkovice, Satalice, Svépravice, Štěrboholy, Uhřiněves, Újezd nad Lesy, Vinoř.
Archiv též pečuje o několik archivních sbírek (soudobé dokumentace, map a plánů, razítek a pečetidel, fotografií). Součástí archivu a jeho služeb je knihovna zaměřená na regionální literaturu. Studium knih je možné pouze prezenčně v badatelně.
Kompletní databáze fondů a sbírek archivu je vedena v celostátní databázi PEvA. Archiv vydává ve spolupráci s ostatními institucemi vědecký odborný časopis Studie a zprávy. Historický sborník pražského okolí.

## Galerie

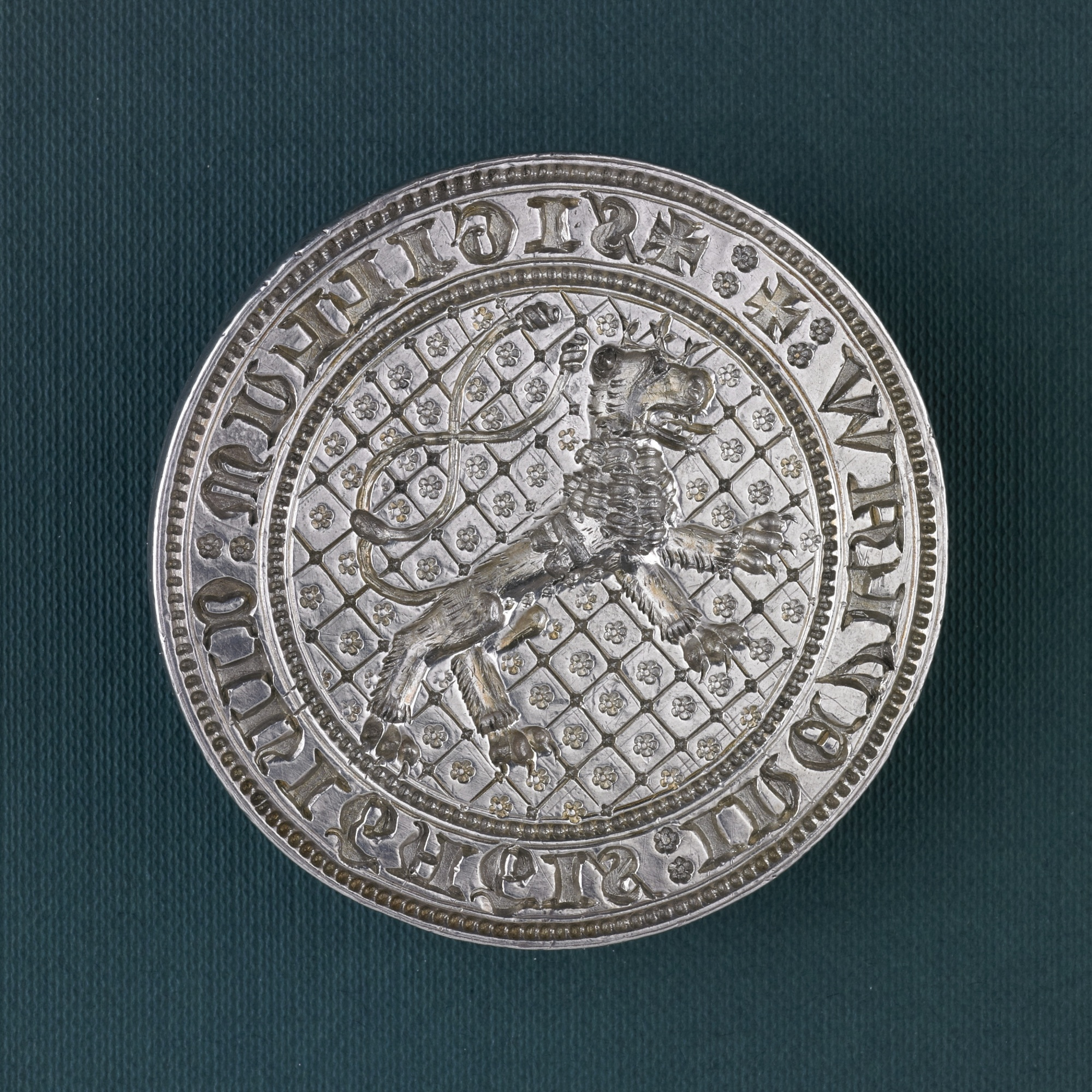
Pečetidlo města Jílové u Prahy, datované do období kolem roku 1350. Archiv města Jílové u Prahy, inv. č. 567
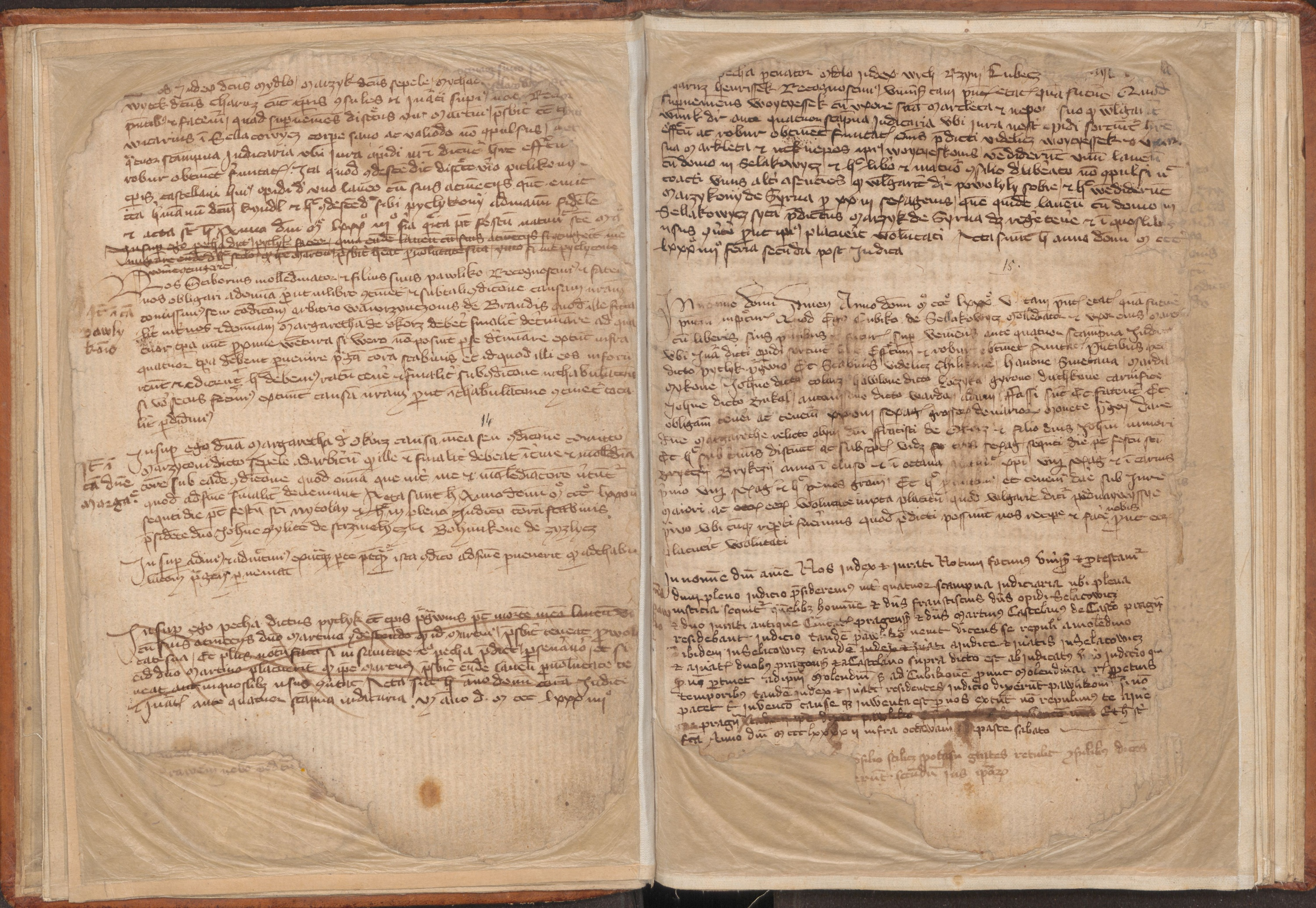
Zápisy v nejstarší čelákovické městské knize (od r. 1366), Archiv města Čelákovice, sign. 12
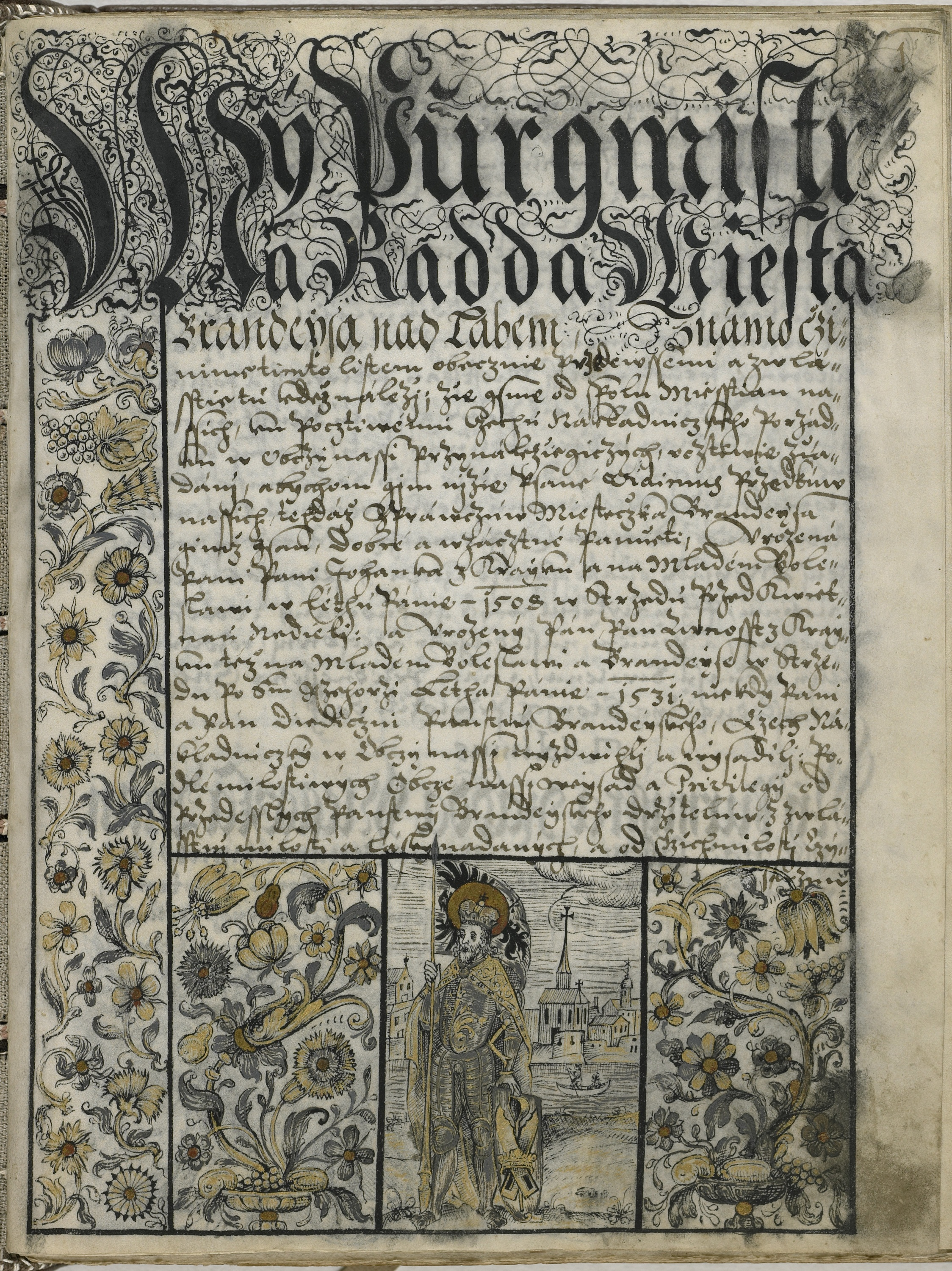
Tzv. vidimus cechovních artikulí s ilustrací patrona – sv. Václava (1561), Cech nákladníků vaření piva Brandýs nad Labem, bez sign.
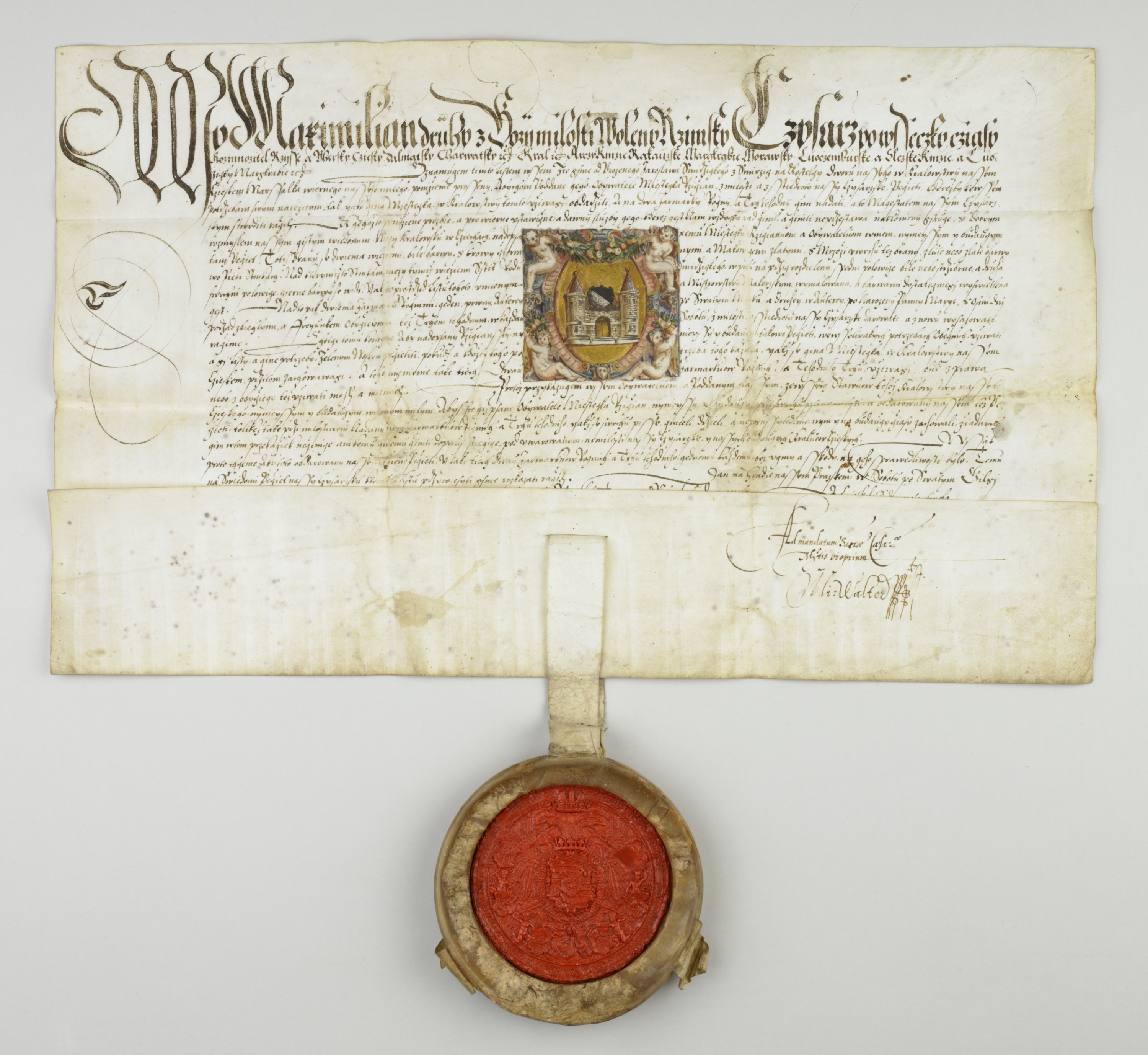
Erbovní listina pro městečko Říčany z r. 1575, Archiv města Říčany, inv. č. 1
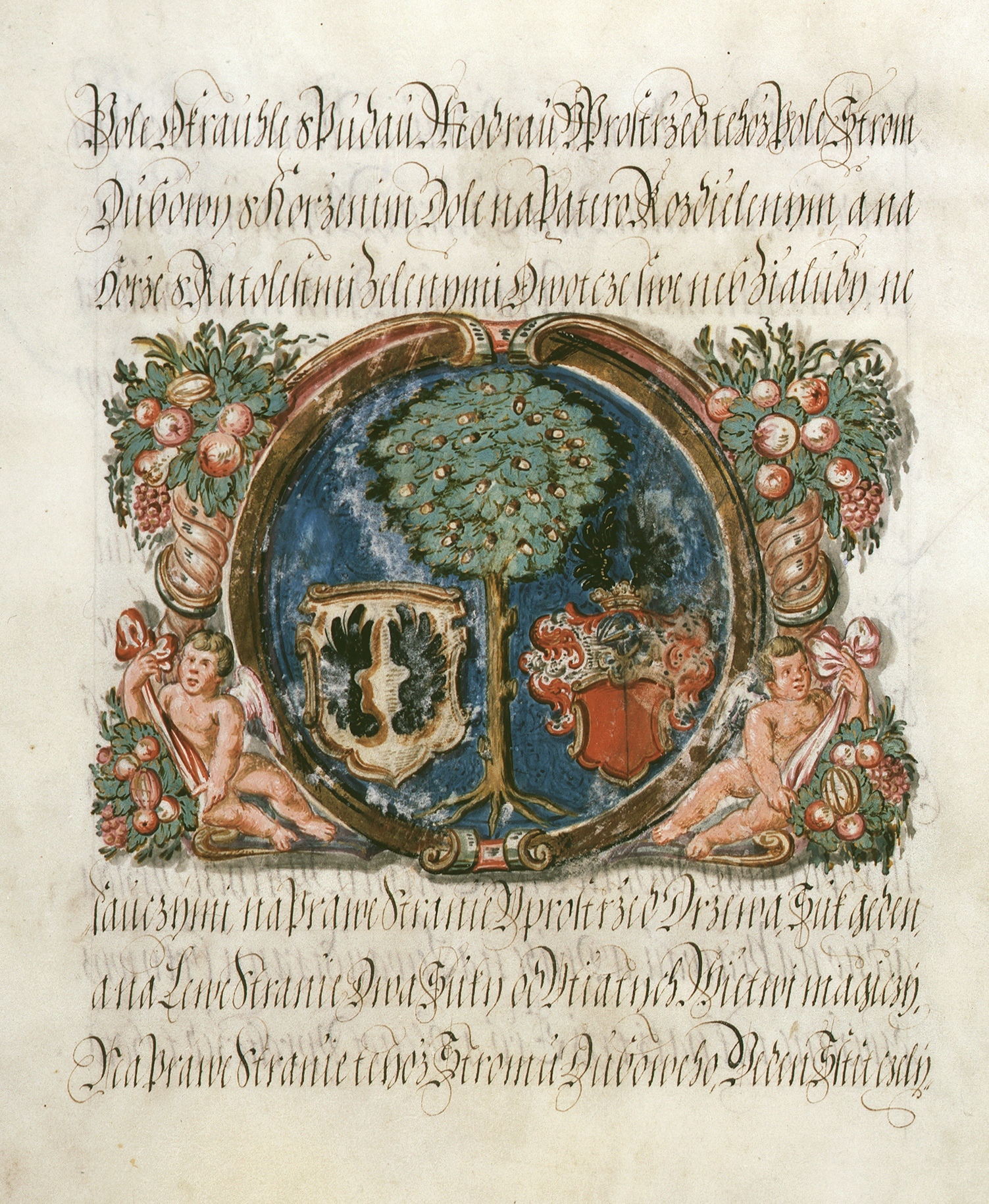
Detail erbu z konfirmační listiny Leopolda I. pro městečko Čelákovice z 15. května 1680, Archiv města Čelákovice, sign. 7